# 夏尔·特雷内

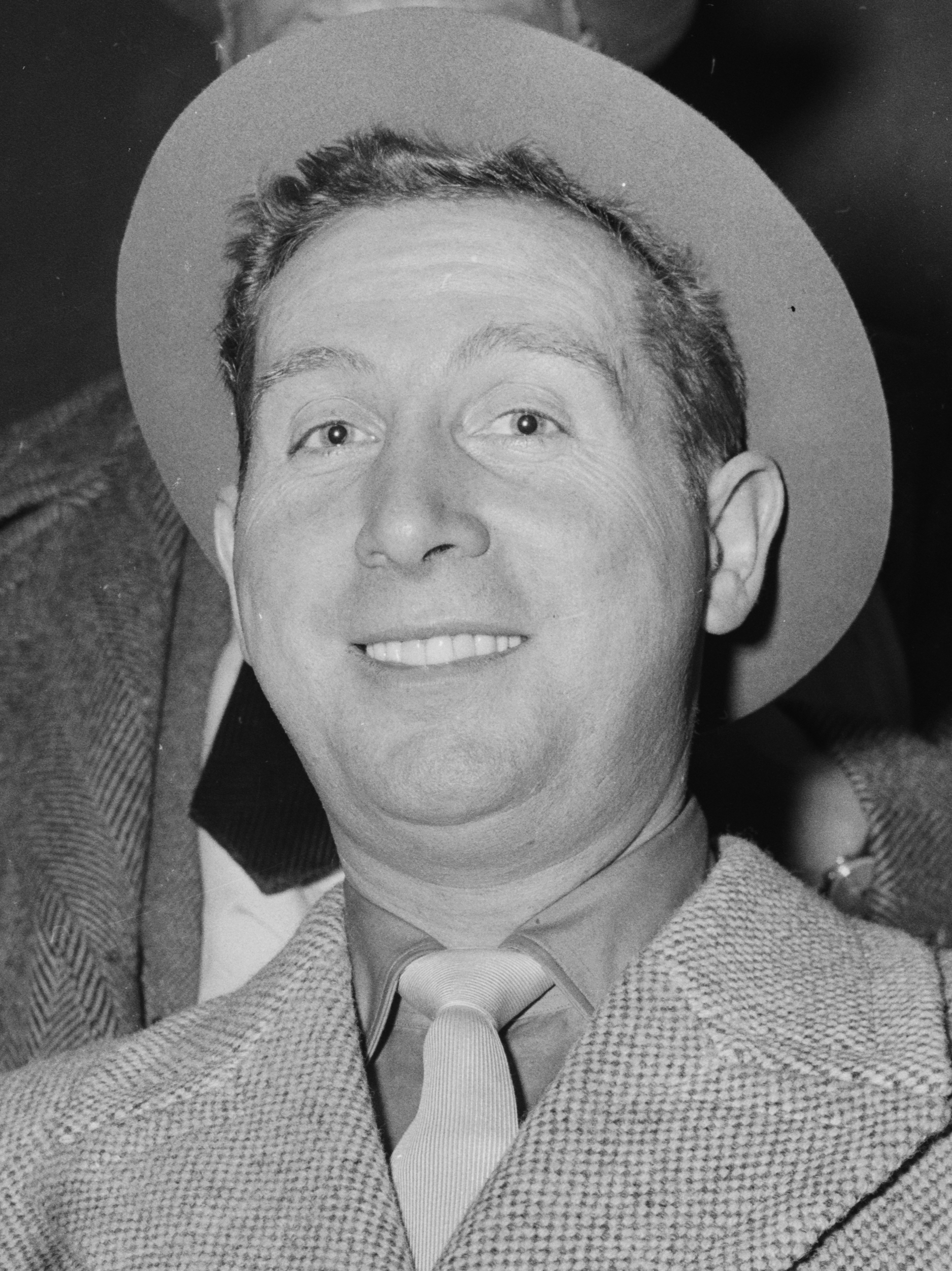
1951年的夏尔·特雷内

路易·夏尔·奥古斯特·克洛德·特雷内（法語：Louis Charles Auguste Claude Trenet，1913年5月18日—2001年2月19日），一般称为“夏尔·特雷内”（法語：Charles Trenet），生于法国南部城市纳博讷，是二十世纪法国最具代表性的创作歌手之一。特雷内最出名的是他从1930年代末期至1950年代中期的一系列歌曲，但其职业生涯一直持续到了1990年代中期。在二十世纪初期，歌手一般不为自己谱曲，然而特雷内却给自己谱写了近千首歌曲，并拒绝录制任何别人写的曲子。

## 代表作
- 大海（1945年首录）
- 甜蜜法兰西（法語：Douce France）（1943年首录）